# Kenneth Omeruo
Kenneth Josiah Omeruo (Kaduna, 17 ottobre 1993) è un calciatore nigeriano, difensore del CFR Cluj e della nazionale nigeriana.

## Carriera nel club

### Gli esordi
Omeruo ha avuto esperienze in prova con il Sunshine Stars e l'Anderlecht prima di essere ingaggiato dall'academy dell'Anderlecht e poi firmato dal Standard Liège.

### Chelsea
Nel gennaio 2012, il Chelsea ha ingaggiato Omeruo dal Liège e lo ha subito mandato in prestito al club olandese dell'Eredivisie ADO Den Haag. Nel maggio 2014, in vista della Coppa del Mondo, Omeruo ha accettato un nuovo contratto triennale con il Chelsea.

#### Prestito all'ADO Den Haag
Omeruo è entrato a far parte dell'ADO Den Haag in prestito per 18 mesi, che lo ha tenuto al club fino alla fine della stagione 2012-13. Il 3 marzo 2012, Omeruo ha debuttato per l'ADO Den Haag contro lo SC Heerenveen, concludendo in un pareggio per 0-0. Il 19 aprile 2012, nel match contro il FC Groningen, Omeruo ha segnato il suo primo gol per l'ADO Den Haag.
Il 28 aprile 2012, Omeruo ha segnato contro il VVV-Venlo al 19º minuto. È l'unico giocatore nella storia della lega olandese ad aver segnato un gol, un autogol e ricevuto un cartellino rosso in una sola partita.

#### Prestito al Middlesbrough
Il 7 gennaio 2014, Omeruo si è unito al Middlesbrough in prestito fino alla fine della stagione 2013-14. Il 1 febbraio 2014, Omeruo ha debuttato per il Middlesbrough in un pareggio per 0-0 contro il Doncaster Rovers. L'8 aprile 2014, Omeruo è stato espulso al 82º minuto dopo aver ricevuto il secondo cartellino giallo. Nonostante il Boro abbia dovuto terminare la partita con 9 uomini (anche Ben Gibson è stato espulso alla fine del match), sono riusciti comunque a vincere per 3-1 contro il Birmingham City.
È tornato al Middlesbrough per la stagione 2014-15, facendo la sua prima apparizione contro il Birmingham in una vittoria per 2-0.

#### Prestito al Kasımpaşa
Il 21 luglio 2015, Omeruo è entrato a far parte del Kasımpaşa in prestito per tutta la stagione con opzione di acquisto al termine del periodo. Il 16 agosto 2015, Omeruo ha debuttato per il Kasımpaşa in una partita contro il Gaziantepspor, con una vittoria per 3-0. Cinque giorni dopo, Omeruo ha fatto il suo debutto casalingo contro l'İstanbul Başakşehir F.K., con una vittoria per 1-0 per il Kasımpaşa.
Omeruo ha avuto una stagione altalenante, con alcuni infortuni, ma è stato titolare ogni volta che era in forma. Nonostante l'opzione di acquisto, il Kasımpaşa ha deciso di rinunciare a causa di una mancanza di fondi, quindi Omeruo è tornato al Chelsea per il pre-campionato.

#### Prestito all'Alanyaspor
Il 31 agosto 2016, Omeruo ha firmato un'estensione di contratto fino al 2019 con il Chelsea, prima di partire nuovamente in prestito. Si è unito all'Alanyaspor in prestito per tutta la stagione. Ha indossato la maglia numero 44. Il 10 settembre 2016, Omeruo ha debuttato in un pareggio per 0-0 contro il Gençlerbirliği. Il 25 febbraio 2017, Omeruo ha segnato il suo primo gol per l'Alanyaspor nella vittoria casalinga per 4-1 contro l'Adanaspor, segnando il secondo gol dei padroni di casa al 37º minuto.
Nel maggio 2017, Omeruo ha dichiarato di poter lasciare il Chelsea per giocare regolarmente in prima squadra.

#### Ritorno al Kasımpaşa
Il 25 agosto 2017, dopo aver firmato un nuovo contratto triennale con il Chelsea, Omeruo è tornato al Kasımpaşa in prestito per tutta la stagione.

### Leganés
Il 15 agosto 2018, Omeruo si è unito al CD Leganés in prestito per tutta la stagione. Nel mese di ottobre 2018 ha dichiarato di stare bene giocando in Spagna, e nel marzo 2019 ha affermato di voler firmare in modo definitivo con il Leganés.
Il 13 agosto 2019, Omeruo è tornato al Leganés, questa volta a titolo definitivo, ponendo fine alla sua permanenza di sette anni al Chelsea.

### Terzo periodo al Kasımpaşa
Il 27 luglio 2023, il Leganés ha annunciato il trasferimento di Omeruo al Kasımpaşa.

## Statistiche

### Presenze e reti nei club
Statistiche aggiornate al 27 maggio 2023.
| Stagione             | Squadra              | Campionato           | Campionato | Campionato | Coppe nazionali | Coppe nazionali | Coppe nazionali | Coppe continentali | Coppe continentali | Coppe continentali | Altre coppe | Altre coppe | Altre coppe | Totale | Totale |
| Stagione             | Squadra              | Comp                 | Pres       | Reti       | Comp            | Pres            | Reti            | Comp               | Pres               | Reti               | Comp        | Pres        | Reti        | Pres   | Reti   |
| -------------------- | -------------------- | -------------------- | ---------- | ---------- | --------------- | --------------- | --------------- | ------------------ | ------------------ | ------------------ | ----------- | ----------- | ----------- | ------ | ------ |
| gen.-giu. 2012       | ADO Den Haag         | ED                   | 9          | 2          | CO              | -               | -               | -                  | -                  | -                  | -           | -           | -           | 9      | 2      |
| 2012-2013            | ADO Den Haag         | ED                   | 27         | 0          | CO              | 2               | 0               | -                  | -                  | -                  | -           | -           | -           | 29     | 0      |
| Totale ADO Den Haag  | Totale ADO Den Haag  | Totale ADO Den Haag  | 36         | 2          |                 | 2               | 0               |                    | -                  | -                  |             | -           | -           | 38     | 2      |
| 2013-gen. 2014       | Chelsea              | PL                   | 0          | 0          | FACup+CdL       | 0               | 0               | UCL                | 0                  | 0                  | SU          | 0           | 0           | 0      | 0      |
| gen.-giu. 2014       | Middlesbrough        | FLC                  | 14         | 0          | FACup+CdL       | -               | -               | -                  | -                  | -                  | -           | -           | -           | 14     | 0      |
| 2014-2015            | Middlesbrough        | FLC                  | 19         | 0          | FACup+CdL       | 2+1             | 0               | -                  | -                  | -                  | -           | -           | -           | 22     | 0      |
| Totale Middlesbrough | Totale Middlesbrough | Totale Middlesbrough | 33         | 0          |                 | 3               | 0               |                    | -                  | -                  |             | -           | -           | 36     | 0      |
| 2015-2016            | Kasımpaşa            | SL                   | 25         | 0          | TK              | 1               | 0               | -                  | -                  | -                  | -           | -           | -           | 26     | 0      |
| 2016-2017            | Alanyaspor           | SL                   | 26         | 1          | TK              | 0               | 0               | -                  | -                  | -                  | -           | -           | -           | 26     | 1      |
| 2017-2018            | Kasımpaşa            | SL                   | 28         | 1          | TK              | 0               | 0               | -                  | -                  | -                  | -           | -           | -           | 28     | 1      |
| 2018-2019            | Leganés              | PD                   | 28         | 0          | CR              | 3               | 0               | -                  | -                  | -                  | -           | -           | -           | 31     | 0      |
| 2019-2020            | Leganés              | PD                   | 23         | 1          | CR              | 0               | 0               | -                  | -                  | -                  | -           | -           | -           | 23     | 1      |
| 2020-2021            | Leganés              | SD                   | 24+1       | 1+0        | CR              | 3               | 0               | -                  | -                  | -                  | -           | -           | -           | 28     | 1      |
| 2021-2022            | Leganés              | SD                   | 17         | 2          | CR              | 2               | 0               | -                  | -                  | -                  | -           | -           | -           | 19     | 2      |
| 2022-2023            | Leganés              | SD                   | 22         | 1          | CR              | 0               | 0               | -                  | -                  | -                  | -           | -           | -           | 22     | 1      |
| Totale Leganés       | Totale Leganés       | Totale Leganés       | 114+1      | 5+0        |                 | 8               | 0               |                    | -                  | -                  |             | -           | -           | 123    | 5      |
| 2023-2024            | Kasımpaşa            | SL                   | 16         | 1          | TK              | 1               | 0               | -                  | -                  | -                  | -           | -           | -           | 17     | 1      |
| Totale Kasımpaşa     | Totale Kasımpaşa     | Totale Kasımpaşa     | 69         | 2          |                 | 2               | 0               |                    | -                  | -                  |             | -           | -           | 71     | 2      |
| Totale carriera      | Totale carriera      | Totale carriera      | 279        | 10         |                 | 15              | 0               |                    | 0                  | 0                  |             | 0           | 0           | 294    | 10     |

### Cronologia presenze e reti in nazionale
| Cronologia completa delle presenze e delle reti in nazionale ― Nigeria | Cronologia completa delle presenze e delle reti in nazionale ― Nigeria | Cronologia completa delle presenze e delle reti in nazionale ― Nigeria | Cronologia completa delle presenze e delle reti in nazionale ― Nigeria | Cronologia completa delle presenze e delle reti in nazionale ― Nigeria | Cronologia completa delle presenze e delle reti in nazionale ― Nigeria | Cronologia completa delle presenze e delle reti in nazionale ― Nigeria | Cronologia completa delle presenze e delle reti in nazionale ― Nigeria |
| Data                                                                   | Città                                                                  | In casa                                                                | Risultato                                                              | Ospiti                                                                 | Competizione                                                           | Reti                                                                   | Note                                                                   |
| ---------------------------------------------------------------------- | ---------------------------------------------------------------------- | ---------------------------------------------------------------------- | ---------------------------------------------------------------------- | ---------------------------------------------------------------------- | ---------------------------------------------------------------------- | ---------------------------------------------------------------------- | ---------------------------------------------------------------------- |
| 9-1-2013                                                               | Faro                                                                   | Capo Verde                                                             | 0 – 0                                                                  | Nigeria                                                                | Amichevole                                                             | -                                                                      | 46’                                                                    |
| 21-1-2013                                                              | Nelspruit                                                              | Nigeria                                                                | 1 – 1                                                                  | Burkina Faso                                                           | Coppa d'Africa 2013 - 1º turno                                         | -                                                                      |                                                                        |
| 25-1-2013                                                              | Nelspruit                                                              | Zambia                                                                 | 1 – 1                                                                  | Nigeria                                                                | Coppa d'Africa 2013 - 1º turno                                         | -                                                                      |                                                                        |
| 29-1-2013                                                              | Rustenburg                                                             | Etiopia                                                                | 0 – 2                                                                  | Nigeria                                                                | Coppa d'Africa 2013 - 1º turno                                         | -                                                                      |                                                                        |
| 3-2-2013                                                               | Rustenburg                                                             | Costa d'Avorio                                                         | 1 – 2                                                                  | Nigeria                                                                | Coppa d'Africa 2013 - Quarti di finale                                 | -                                                                      |                                                                        |
| 06-2-2013                                                              | Durban                                                                 | Mali                                                                   | 1 – 4                                                                  | Nigeria                                                                | Coppa d'Africa 2013 - Semifinale                                       | -                                                                      |                                                                        |
| 10-2-2013                                                              | Johannesburg                                                           | Nigeria                                                                | 1 – 0                                                                  | Burkina Faso                                                           | Coppa d'Africa 2013 - Finale                                           | -                                                                      | 57’                                                                    |
| 23-3-2013                                                              | Calabar                                                                | Nigeria                                                                | 1 – 1                                                                  | Kenya                                                                  | Qual. Mondiali 2014                                                    | -                                                                      |                                                                        |
| 31-5-2013                                                              | Houston                                                                | Messico                                                                | 2 – 2                                                                  | Nigeria                                                                | Amichevole                                                             | -                                                                      | 81’                                                                    |
| 5-6-2013                                                               | Nairobi                                                                | Kenya                                                                  | 0 – 1                                                                  | Nigeria                                                                | Qual. Mondiali 2014                                                    | -                                                                      |                                                                        |
| 12-6-2013                                                              | Windhoek                                                               | Namibia                                                                | 1 – 1                                                                  | Nigeria                                                                | Qual. Mondiali 2014                                                    | -                                                                      |                                                                        |
| 17-6-2013                                                              | Belo Horizonte                                                         | Tahiti                                                                 | 1 – 6                                                                  | Nigeria                                                                | Conf. Cup 2013 - 1º turno                                              | -                                                                      | 41’ 74’                                                                |
| 20-6-2013                                                              | Salvador                                                               | Nigeria                                                                | 1 – 2                                                                  | Uruguay                                                                | Conf. Cup 2013 - 1º turno                                              | -                                                                      |                                                                        |
| 23-6-2013                                                              | Fortaleza                                                              | Nigeria                                                                | 0 – 3                                                                  | Spagna                                                                 | Conf. Cup 2013 - 1º turno                                              | -                                                                      | 13’                                                                    |
| 16-11-2013                                                             | Calabar                                                                | Nigeria                                                                | 2 – 0                                                                  | Etiopia                                                                | Qual. Mondiali 2014                                                    | -                                                                      | 45’ 67’                                                                |
| 5-3-2014                                                               | Atlanta                                                                | Messico                                                                | 0 – 0                                                                  | Nigeria                                                                | Amichevole                                                             | -                                                                      | 69’                                                                    |
| 3-6-2014                                                               | Chester                                                                | Grecia                                                                 | 0 – 0                                                                  | Nigeria                                                                | Amichevole                                                             | -                                                                      |                                                                        |
| 16-6-2014                                                              | Curitiba                                                               | Iran                                                                   | 0 – 0                                                                  | Nigeria                                                                | Mondiali 2014 - 1º turno                                               | -                                                                      |                                                                        |
| 21-6-2014                                                              | Cuiabá                                                                 | Nigeria                                                                | 1 – 0                                                                  | Bosnia ed Erzegovina                                                   | Mondiali 2014 - 1º turno                                               | -                                                                      |                                                                        |
| 25-6-2014                                                              | Porto Alegre                                                           | Nigeria                                                                | 2 – 3                                                                  | Argentina                                                              | Mondiali 2014 - 1º turno                                               | -                                                                      | 49’                                                                    |
| 30-6-2014                                                              | Brasilia                                                               | Francia                                                                | 2 – 0                                                                  | Nigeria                                                                | Mondiali 2014 - Ottavi di finale                                       | -                                                                      |                                                                        |
| 6-9-2014                                                               | Calabar                                                                | Nigeria                                                                | 2 – 3                                                                  | Rep. del Congo                                                         | Qual. Coppa d'Africa 2015                                              | -                                                                      |                                                                        |
| 10-9-2014                                                              | Città del Capo                                                         | Sudafrica                                                              | 0 – 0                                                                  | Nigeria                                                                | Qual. Coppa d'Africa 2015                                              | -                                                                      |                                                                        |
| 11-10-2014                                                             | Khartum                                                                | Sudan                                                                  | 1 – 0                                                                  | Nigeria                                                                | Qual. Coppa d'Africa 2015                                              | -                                                                      |                                                                        |
| 15-10-2014                                                             | Abuja                                                                  | Nigeria                                                                | 3 – 1                                                                  | Sudan                                                                  | Qual. Coppa d'Africa 2015                                              | -                                                                      |                                                                        |
| 19-11-2014                                                             | Uyo                                                                    | Nigeria                                                                | 2 – 2                                                                  | Sudafrica                                                              | Qual. Coppa d'Africa 2015                                              | -                                                                      | 75’                                                                    |
| 25-3-2015                                                              | Uyo                                                                    | Nigeria                                                                | 0 – 1                                                                  | Uganda                                                                 | Amichevole                                                             | -                                                                      |                                                                        |
| 29-3-2015                                                              | Nelspruit                                                              | Sudafrica                                                              | 1 – 1                                                                  | Nigeria                                                                | Amichevole                                                             | -                                                                      | 13’                                                                    |
| 13-6-2015                                                              | Kaduna                                                                 | Nigeria                                                                | 2 – 0                                                                  | Ciad                                                                   | Qual. Coppa d'Africa 2017                                              | -                                                                      | 70’                                                                    |
| 5-9-2015                                                               | Dar es Salaam                                                          | Tanzania                                                               | 0 – 0                                                                  | Nigeria                                                                | Qual. Coppa d'Africa 2017                                              | -                                                                      |                                                                        |
| 8-9-2015                                                               | Port Harcourt                                                          | Nigeria                                                                | 2 – 0                                                                  | Niger                                                                  | Amichevole                                                             | -                                                                      |                                                                        |
| 31-5-2016                                                              | Lussemburgo                                                            | Lussemburgo                                                            | 1 – 3                                                                  | Nigeria                                                                | Amichevole                                                             | -                                                                      |                                                                        |
| 9-10-2016                                                              | Ndola                                                                  | Zambia                                                                 | 1 – 2                                                                  | Nigeria                                                                | Qual. Mondiali 2018                                                    | -                                                                      |                                                                        |
| 12-11-2016                                                             | Uyo                                                                    | Nigeria                                                                | 3 – 1                                                                  | Algeria                                                                | Qual. Mondiali 2018                                                    | -                                                                      | 66’                                                                    |
| 23-3-2017                                                              | Londra                                                                 | Nigeria                                                                | 1 – 1                                                                  | Senegal                                                                | Amichevole                                                             | -                                                                      |                                                                        |
| 14-11-2017                                                             | Krasnodar                                                              | Argentina                                                              | 2 – 4                                                                  | Nigeria                                                                | Amichevole                                                             | -                                                                      | 64’                                                                    |
| 23-3-2018                                                              | Breslavia                                                              | Polonia                                                                | 0 – 1                                                                  | Nigeria                                                                | Amichevole                                                             | -                                                                      | 74’                                                                    |
| 28-5-2018                                                              | Port Harcourt                                                          | Nigeria                                                                | 1 – 1                                                                  | RD del Congo                                                           | Amichevole                                                             | -                                                                      | 66’                                                                    |
| 2-6-2018                                                               | Londra                                                                 | Inghilterra                                                            | 2 – 1                                                                  | Nigeria                                                                | Amichevole                                                             | -                                                                      | 46’                                                                    |
| 22-6-2018                                                              | Volgograd                                                              | Nigeria                                                                | 2 – 0                                                                  | Islanda                                                                | Mondiali 2018 - 1º turno                                               | -                                                                      |                                                                        |
| 26-6-2018                                                              | San Pietroburgo                                                        | Nigeria                                                                | 1 – 2                                                                  | Argentina                                                              | Mondiali 2018 - 1º turno                                               | -                                                                      | 90’                                                                    |
| 8-9-2018                                                               | Victoria                                                               | Seychelles                                                             | 0 – 3                                                                  | Nigeria                                                                | Qual. Coppa d'Africa 2019                                              | -                                                                      | 45’                                                                    |
| 17-11-2018                                                             | Johannesburg                                                           | Sudafrica                                                              | 1 – 1                                                                  | Nigeria                                                                | Qual. Coppa d'Africa 2019                                              | -                                                                      |                                                                        |
| 23-3-2019                                                              | Asaba                                                                  | Nigeria                                                                | 3 – 1                                                                  | Seychelles                                                             | Qual. Coppa d'Africa 2019                                              | -                                                                      |                                                                        |
| 8-6-2019                                                               | Asaba                                                                  | Nigeria                                                                | 0 – 0                                                                  | Zimbabwe                                                               | Amichevole                                                             | -                                                                      | 61’                                                                    |
| 16-6-2019                                                              | Ismailia                                                               | Senegal                                                                | 1 – 0                                                                  | Nigeria                                                                | Amichevole                                                             | -                                                                      |                                                                        |
| 22-6-2019                                                              | Alessandria d'Egitto                                                   | Nigeria                                                                | 1 – 0                                                                  | Burundi                                                                | Coppa d'Africa 2019 - 1º turno                                         | -                                                                      |                                                                        |
| 26-6-2019                                                              | Alessandria d'Egitto                                                   | Nigeria                                                                | 1 – 0                                                                  | Guinea                                                                 | Coppa d'Africa 2019 - 1º turno                                         | 1                                                                      |                                                                        |
| 6-7-2019                                                               | Alessandria d'Egitto                                                   | Nigeria                                                                | 3 – 2                                                                  | Camerun                                                                | Coppa d'Africa 2019 - Ottavi di finale                                 | -                                                                      |                                                                        |
| 10-7-2019                                                              | Il Cairo                                                               | Nigeria                                                                | 2 – 1                                                                  | Sudafrica                                                              | Coppa d'Africa 2019 - Quarti di finale                                 | -                                                                      |                                                                        |
| 14-7-2019                                                              | Il Cairo                                                               | Algeria                                                                | 2 – 1                                                                  | Nigeria                                                                | Coppa d'Africa 2019 - Semifinale                                       | -                                                                      |                                                                        |
| 17-7-2019                                                              | Il Cairo                                                               | Tunisia                                                                | 0 – 1                                                                  | Nigeria                                                                | Coppa d'Africa 2019 - Finale 3º posto                                  | -                                                                      |                                                                        |
| 13-10-2020                                                             | Abuja                                                                  | Nigeria                                                                | 1 – 1                                                                  | Tunisia                                                                | Amichevole                                                             | -                                                                      |                                                                        |
| 7-9-2021                                                               | Mindelo                                                                | Capo Verde                                                             | 1 – 2                                                                  | Nigeria                                                                | Qual. Mondiali 2022                                                    | -                                                                      | 90+2’                                                                  |
| 10-10-2021                                                             | Bangui                                                                 | Rep. Centrafricana                                                     | 0 – 2                                                                  | Nigeria                                                                | Qual. Mondiali 2022                                                    | -                                                                      | 74’                                                                    |
| 11-1-2022                                                              | Garoua                                                                 | Nigeria                                                                | 1 – 0                                                                  | Egitto                                                                 | Coppa d'Africa 2021 - 1º turno                                         | -                                                                      | 79’                                                                    |
| 15-1-2022                                                              | Garoua                                                                 | Nigeria                                                                | 3 – 1                                                                  | Sudan                                                                  | Coppa d'Africa 2021 - 1º turno                                         | -                                                                      |                                                                        |
| 23-1-2022                                                              | Garoua                                                                 | Nigeria                                                                | 0 – 1                                                                  | Tunisia                                                                | Coppa d'Africa 2021 - Ottavi di finale                                 | -                                                                      |                                                                        |
| 9-6-2022                                                               | Abuja                                                                  | Nigeria                                                                | 2 – 1                                                                  | Sierra Leone                                                           | Qual. Coppa d'Africa 2023                                              | -                                                                      | 82’                                                                    |
| 27-3-2023                                                              | Bissau                                                                 | Guinea-Bissau                                                          | 0 – 1                                                                  | Nigeria                                                                | Qual. Coppa d'Africa 2023                                              | -                                                                      | 36’                                                                    |
| 18-6-2023                                                              | Monrovia                                                               | Sierra Leone                                                           | 2 – 3                                                                  | Nigeria                                                                | Qual. Coppa d'Africa 2023                                              | -                                                                      | cap. 46’                                                               |
| 16-10-2023                                                             | Albufeira                                                              | Mozambico                                                              | 2 – 3                                                                  | Nigeria                                                                | Amichevole                                                             | -                                                                      | cap. 61’                                                               |
| 8-1-2024                                                               | Abu Dhabi                                                              | Guinea                                                                 | 2 – 0                                                                  | Nigeria                                                                | Amichevole                                                             | -                                                                      | 73’                                                                    |
| 18-1-2024                                                              | Abidjan                                                                | Costa d'Avorio                                                         | 0 – 1                                                                  | Nigeria                                                                | Coppa d'Africa 2023 - 1º turno                                         | -                                                                      | 80’                                                                    |
| 22-1-2024                                                              | Abidjan                                                                | Guinea-Bissau                                                          | 0 – 1                                                                  | Nigeria                                                                | Coppa d'Africa 2023 - 1º turno                                         | -                                                                      | cap.                                                                   |
| 27-1-2024                                                              | Abidjan                                                                | Nigeria                                                                | 2 – 0                                                                  | Camerun                                                                | Coppa d'Africa 2023 - Ottavi di finale                                 | -                                                                      | 80’                                                                    |
| 2-2-2024                                                               | Abidjan                                                                | Nigeria                                                                | 1 – 0                                                                  | Angola                                                                 | Coppa d'Africa 2023 - Quarti di finale                                 | -                                                                      | 90+5’                                                                  |
| 7-2-2024                                                               | Bouaké                                                                 | Nigeria                                                                | 1 – 1 dts (4 – 2 dtr)                                                  | Sudafrica                                                              | Coppa d'Africa 2023 - Semifinale                                       | -                                                                      | 120+2’                                                                 |
| 26-3-2024                                                              | Marrakech                                                              | Mali                                                                   | 2 – 0                                                                  | Nigeria                                                                | Amichevole                                                             | -                                                                      | cap.                                                                   |
| Totale                                                                 |                                                                        | Presenze                                                               | 69                                                                     |                                                                        | Reti                                                                   | 1                                                                      |                                                                        |

## Palmarès

### Nazionale
- Coppa d'Africa: 1

Sudafrica 2013